# 타일러 알바레즈
타일러 세이지 알바레즈(1997년 10월 25일 ~ )는 미국의 배우이다.

## 전기
1997년 10월 25일 뉴욕 브롱크스에서 태어났다. 그는 반은 푸에르토리코인이고 반은 쿠바인이다.

## 직업
그는 아메리칸 반달의 피터 말도나도, 오렌지 이즈 더 뉴 블랙의 베니 멘도자, 에브리 위치 웨이의 디에고 루에다를 연기했다.

## 개인 생활
2021년 6월 11일, 그는 소셜 미디어에 공개적으로 게이로 커밍아웃했다.

## 영화
- 제스트 오리지널스 (2012)
- 잭이 지은 집 (2013)
- 에브리 위치 웨이 (2014-2015)
- 에브리 위치 웨이: 홀린 (2014)
- 주방의 탈리아 (2015)
- 오렌지 이즈 더 뉴 블랙 (2015-2019)
- 고등학교 애인 (2017)
- 아메리칸 반달 (2017-2018)
- 프레시 오프 더 보트 (2017)
- 포스터 가족 (2018)
- 프리텐더스 (2018)
- 베로니카 마스 (2019)
- 존 헨리 (2020)